# Sioux Township (Missouri)
Sioux Township est un ancien township, situé dans le comté de Platte, dans le Missouri, aux États-Unis,.

### Source de la traduction
- (en) Cet article est partiellement ou en totalité issu de l’article de Wikipédia en anglais intitulé « Sioux Township, Platte County, Missouri » (voir la liste des auteurs).